# Alyssum umbellatum
Alyssum umbellatum är en korsblommig växtart som beskrevs av Nicaise Auguste Desvaux. Alyssum umbellatum ingår i släktet stenörter, och familjen korsblommiga växter. Inga underarter finns listade i Catalogue of Life.